# 轰炸拉包尔 (1942年)
轰炸拉包尔（英语：Bombing of Rabaul）行动是同盟国於1942年2月至3月针对大日本帝国在巴布亚新几内亚拉包尔的基地发动的反击作战。此前在1月下旬的拉包尔战役后，拉包尔被日军占领。
轰炸自1942年2月20日由美国海军派出的，由列克星敦号航空母舰为首，海军中将威尔逊·布朗（Wilson Brown）负责指挥的特遣部队进行。此后在1942年3月10日，同样由布朗指挥的一支由约克城号航空母舰支持新的特遣队，此特遣队的目标中包括对新几内亚东部的轰炸。
在整个3月间，美军的轰炸行动得到了澳大利亚皇家空军支援，后者对日本在拉包尔的机场进行了空袭。

## 经过
1942年1月，日军在拉包尔战役中攻占了拉包尔。他们正准备将该镇改建为大型海军和空军基地，以提供大日本帝国在西南太平洋外围地区扩张所需的物资和部队。这项计划包括攻占莫尔兹比港，以及随后占领新喀里多尼亚、新赫布里底群岛（今瓦努阿图）、斐济、萨摩亚和其他附近的岛屿。

### 美军第一次空袭
参见：布干维尔岛行动
1942年2月20日，海军中将威尔逊·布朗在西南太平洋航行，计划对最近被日军攻占的，位于新不列颠岛的拉包尔基地实施轰炸。日军侦察机发现了这个舰队，于是命令双引擎陆上鱼雷轰炸机发动攻击，但被列克星敦号的F4F“野猫”战斗机以及从航空母舰和护卫舰上的高射炮拦截，16架日本战被击落。
由于失去了突然袭击的因素，美国海军上将命令该工作队从该地区撤退。

### 美军第二次空袭
参见：入侵萨拉毛亚-莱城
后来，海军中将布朗率领的一支由列克星敦号和约克镇号航母，以及护送和支援船组成的新特遣队，接到了新的命令，袭击拉包尔及附近地区的日军。布朗决定在新几内亚南部的巴布亚湾抵达，此区域在澳大利亚陆基航空的相对保护下，他认为这是出其不意的最佳选择。
3月10日，在日军登陆萨拉毛亚-莱城期间，美军飞机飞越欧文斯坦利山脉并袭击了日本在拉包尔、莱城和萨拉毛亚的目标，并且重创或击沉了日军在休恩湾的运输船和支援船。美军遭受的损失很小，却对日本增援部队造成了严重破坏，迫使其推迟巩固刚刚占领的新几内亚东部的计划，该计划在一段时间内是为支持日本海军最高司令部设想的所谓澳大利亚占领计划而设立的。

### 澳大利亚皇家空军空袭
澳大利亚陆军总参谋部在收到增援已到达拉包尔的情报及侦察报告后，下令澳大利亚皇家空军（RAAF）对当地附近的基地发动空袭。
这些空袭发生在低空，在敌方的防空炮火会而给机组人员带来极大危险的条件下进行，这使得B-26轰炸机获得了显着的成功，其击沉了许多辅助船，其中Komachi Maru辅助船和大部分要塞的基地中的日本战机都被摧毁，只有一些九六式“克劳德”舰载战斗机未被摧毁。
2月23日，从夏威夷改航前来并首次在斐济之外执行任务的美军B-17轰炸机从汤斯维尔皇家空军基地飞出，在澳大利亚皇家空军的指挥下，执行了美军对拉包尔的第一次陆基轰炸机袭击。
后来，祥凤号航空母舰和大鹰号航空母舰带着最新的零式舰载战斗机（祥凤号上30架，大鹰号上20架）抵达拉包尔，以弥补以前空袭中遭受的损失，其中还包括零配件和机械设备，以及其他来自菲律宾和荷属东印度的飞机。随着在拉包尔的这些新增援，日军延续续了这一时期的计划。